# Le Bonhomme de neige (film, 1995)
Pour plus de détails, voir Fiche technique et Distribution.
Le Bonhomme de neige (en persan : آدم برفی, Adam barfi) est un film iranien de Davoud Mirbagheri, sorti en 1995.

## Synopsis
Comme beaucoup d’Iraniens, Abbas Khakpour pense à partir en Amérique. Donc il entreprend un voyage à Istanbul en Turquie pour se rendre à l’ambassade américaine. Après plusieurs tentatives pour obtenir un visa sans succès, pour suivre le conseil d’un courtier iranien, il se déguise en femme (Dorna) pour obtenir son visa. C’est une démarche réussie.
Entre-temps, Abbas/Dorna rencontre une femme mariée, Donya, délaissée par son mari à Istanbul. Épris d’elle, Abbas/Dorna laisse tomber son voyage aux États-Unis et son déguisement de Dorna pour demander Donya en mariage et retourner en Iran.

## Fiche technique
- Titre : Le Bonhomme de neige
- Titre original : آدم برفی (Adam barfi)
- Réalisateur : Davoud Mirbagheri
- Scénario : Davoud Mirbagheri
- Musique : Farhad Fakhreddini
- Photographie : Maziar Partow
- Montage : Mohammad Reza Mouyini
- Société de production : Farabi Cinema Foundation et Soureh Organisation of Cinematic Progression
- Pays :  Iran
- Langue : Persan
- Genre : Comédie dramatique
- Durée : 109 minutes
- Dates de sortie : 
  -  Iran : 1er février 1995 (festival du film de Fajr)

## Distribution
- Akbar Abdi : Abbas Khakpour
- Dariush Arjmand : Essi vagabond
- Parviz Parastui : Javad Bohémien
- Mehdi Fathi : Winston Churchill
- Azita Hajian : Donya
- Mohammad Reza Sharifinia : Commerçant
- Syrous Gorjestani : Dessinateur de portrait
- Faramarz Roshanai : Un Américain